# Mein erster Freund, Mutter und ich
Mein erster Freund, Mutter und ich ist ein deutscher Fernsehfilm, der 2003 innerhalb der Reihe made by ProSieben produziert wurde.
Der Film wurde vom 10. Juli bis zum 13. August 2003 im Aichtal, Ostfildern und Stuttgart gedreht.

## Handlung
„Erwachsen zu werden, ist schlimmer als alles, wovor unsere Eltern uns immer gewarnt haben. Es kommt nicht über Nacht, sondern in kleinen Schüben …“

Die 16-jährige Nicole, die mit ihrer altmodischen Kleidung und der Hornbrille eher unscheinbar wirkt, ist ein kluges und aufgewecktes Mädchen. Doch bisher konnte kein Junge diese Seite an Nicole entdecken. Nicole lernt auf einer Party Daniel Winter kennen und verliebt sich das erste Mal richtig. Zu ihrem Glück kommt dieser dann auch noch neu in ihre Klasse, weil er die Schule seiner Ex-Freundin wegen wechseln musste.
Daniel, der keine große Leuchte in der Schule ist und höllische Prüfungsangst hat, nimmt Nicoles Nachhilfeangebot nach kurzem Zögern dankbar an. Bereits bei der ersten Nachhilfestunde kommt es zum Kuss zwischen den beiden, der jedoch abrupt von Nicoles Mutter Sonja Maibach unterbrochen wird. Doch auch das weitere Glück der beiden scheint in Gefahr. Zum einen ist da eben Nicoles Mutter, die seitdem Nicoles Vater und ihr Ex-Ehemann Sven sie mit einer anderen Frau betrogen hat, gegenüber dem anderen Geschlecht mehr als misstrauisch ist. Sie betreibt eine Treuetestagentur namens In Flagranti und macht es sich natürlich sofort zur Aufgabe auch Daniel zu bespitzeln, nachdem sie Nicole zuvor prophezeite, dass auch dieser sie früher oder später belügen oder betrügen werde. Vater Sven dagegen setzt sich für das junge Liebesglück ein, natürlich auch um seiner Ex-Frau eins auswischen zu können. Er betreibt erfolglos eine Partnervermittlung für Senioren.
Nicoles Mutter lädt Daniel sofort am ersten Abend zum Abendessen ein, um ihn auszuhorchen und Peinlichkeiten über Nicole preisgeben zu können. Daniel, der wegen seiner Prüfungsangst bisher die Führerscheinprüfung nicht bestanden hat, behauptet aus schierer Verzweiflung doch im Besitz des Führerscheins zu sein. Als Daniel bei einer weiteren Fahrprüfung fast Nicole über den Haufen fährt, steigt Nicoles Misstrauen gegenüber Daniel noch. Daniel entschuldigt sich, von Sven angestachelt, mit einem riesigen Strauß Rosen bei Nicole, muss aber Schläge mit dem Kleiderbügel von Sonja erdulden, da diese den nächtlichen Eindringling für einen Einbrecher hält. Zu allem Unheil setzt Sonja ihre Mitarbeiterin Leslie auf Daniel an, nachdem sie ihn mit seiner Ex-Freundin Mandy gesehen hat. Da die Videoaufnahme des Treffens mit Leslie an der entscheidenden Stelle überspielt ist, glaubt Nicole also, dass Daniel sie mit dieser betrogen hätte. Die beiden hatten in der Abwesenheit von Nicoles Vater ihr erstes Mal in dessen Wohnung geplant. Doch Sven wollte Daniel die Angst mit etwas Alkohol nehmen, sodass dieser, als Nicole wütend und enttäuscht wegen Leslie die Wohnung erreicht, betrunken ist. Nicole verlässt noch wütender die Wohnung und will von Daniel nichts mehr wissen. Sie sucht Trost bei Caro, ihrer besten Freundin. Doch auch die hegt Gefühle für Nicole und küsst sie, sodass Nicole nun keinen Zufluchtsort mehr hat.
Auch Nicoles kleine Schwester Jule hat Probleme, nachdem sie von ihrem Vater gehört hat, dass sie ein Unfall sei. Daher haut sie in den Zirkus ab und die Eltern beschuldigen sich mal wieder gegenseitig. In der Schule muss Daniel nun seine Biologieprüfung ablegen, für die er zuvor mit Nicole gebüffelt hat. Er spricht über das Balzverhalten von Pfauen und überträgt das so auf seine und Nicoles Beziehung, dass diese ihm nach seinem Vortrag verzeiht. Die beiden gehen zusammen auf einen Turm, wo sie ihr gemeinsames erstes Mal erleben. Am nächsten Tag ist Daniels Geburtstag und Nicole will ihn in der Kakteengärtnerei seines Vaters überraschen. Doch als sie die Gärtnerei betritt und mit ihrem Picknickkorb in Sir Henry, einen alten Mercedes-Kleinbus, den Daniel von seinem Großvater geerbt hat, einsteigt, findet sie dort Mandy, die Ex-Freundin von Daniel, die dieser zuvor vor Nicole als seine Cousine ausgab, halbnackt vor. Nicole rennt wütend davon und wünscht sich, dass der gestrige Tag nie passiert wäre.
Wieder reden die zwei kein Wort mehr miteinander, auch nicht, als Daniel dank seines Pfauenvortrags die Versetzung geschafft hat. Nicoles Mutter, die inzwischen entdeckt hat, dass Daniel Leslie zurückgewiesen hat und so der erste von 417 Männern ist, der treu geblieben ist, will sich bei Nicole entschuldigen und gibt ihr ihren Segen zur Beziehung. Außerdem klebt sie das von Nicole zerrissene Foto der beiden als Geste der Wiedergutmachung wieder zusammen. Zunächst will Nicole aber nichts mehr von Daniel wissen. Doch Caro kann, nachdem sie sich nach ihrem missglückten Anbaggerversuch mit Nicole vertragen hat, auch dieses Problem lösen. Sie redet Nicole gut zu und beweist ihr, dass zwischen Daniel und Mandy nichts mehr läuft, indem sie Mandy vor versammelter Schulklasse küsst.
Nicole schnappt sich ihr Fahrrad und rast Daniel, der inzwischen auf dem Weg nach Spanien ist, um zu Kiten, hinterher. Mit Mühe und Not schafft sie es, zu ihm in den Kleinbus zu springen, und die beiden reisen gemeinsam glücklich nach Spanien.

„Tatsächlich fühlt man sich nach dem ersten Mal schon ein bisschen anders, ein kleines Stückchen erwachsener. Aber im guten Sinne erwachsen: unabhängig, frei … und trotzdem liegen noch tausend kleine Hürden auf der Strecke. Aber dann kommt eigentlich nichts so Schlimmes mehr, nur noch das Älterwerden.“

Auch die Beziehung zwischen Nicoles Eltern Sonja und Sven scheint ein glückliches Ende zu finden. Nachdem das alte Cabrio von Sven, in dem auch Jule gezeugt wurde, verschrottet werden muss, finden die beiden zueinander. Sonja gibt ihre Treuetestagentur auf und steigt mit in die Seniorenpartnervermittlung von Sven ein.

## Ausstrahlung
Mit einer Zuschauerzahl von 3,21 Millionen hatte Mein erster Freund, Mutter und ich seine Free-TV-Premiere am 23. Oktober 2003 auf ProSieben. Sechs Tage zuvor hatte er auf dem Filmfest Biberach Premiere.

## Auszeichnungen
- Autor Axel Staeck gewann 2004 einen Bayerischen Fernsehpreis für den Film.
- Zudem gewann der Film zwei Deutsche Fernsehpreise in den Kategorien Beste Musik (Oliver Biehler) und Beste Ausstattung – Szenenbild und/oder Kostüm (Anne Schlaich, Bettina Marx).
- Außerdem war der Film für einen Adolf-Grimme-Preis in der Kategorie Fiktion und Unterhaltung nominiert.

## Kritiken
- Die Jury des Bayerischen Fernsehpreises beschreibt das Drehbuch als das „eine[r] zauberhafte[n] Komödie von großer Wahrhaftigkeit“. Zudem sagt sie es handele sich um „eine leichtfüßige Filmerzählung, deren Unaffektiertheit ebenso beeindruckt wie die Frische ihrer Dialoge“ sei.[3]
- TV Spielfilm beschrieb den Film als „ganz charmant“[4] und Prisma stufte ihn als „sehenswert“ ein.[5]
- Das Lexikon des internationalen Films beschreibt den Film als „Konventionelle Fernseh-Liebeskomödie, die das Eintrittsalter in die Problematik pubertierender Schülerkreise vorverlegt und damit an die Zeitlosigkeit der Irrungen und Wirrungen in Sachen Liebe gemahnt“.[6]

## Sonstiges
- Der Arbeitstitel des Films lautete In Flagranti.[1]